# Villard de Honnecourt

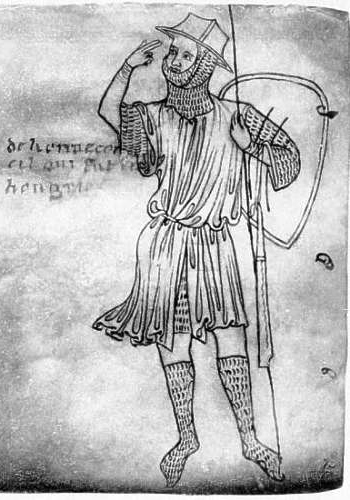
Domniemany autoportret Villarda de Honnecourt (fragment karty 2r)

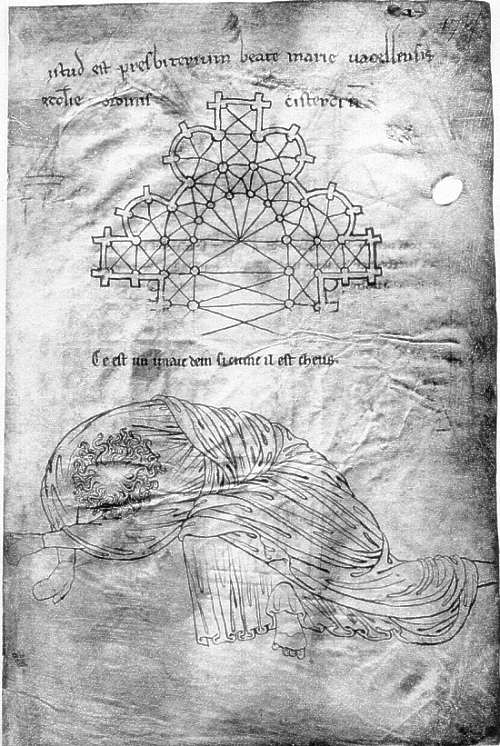
Strona ze szkicownika Villarda de Honnecourt (17r)

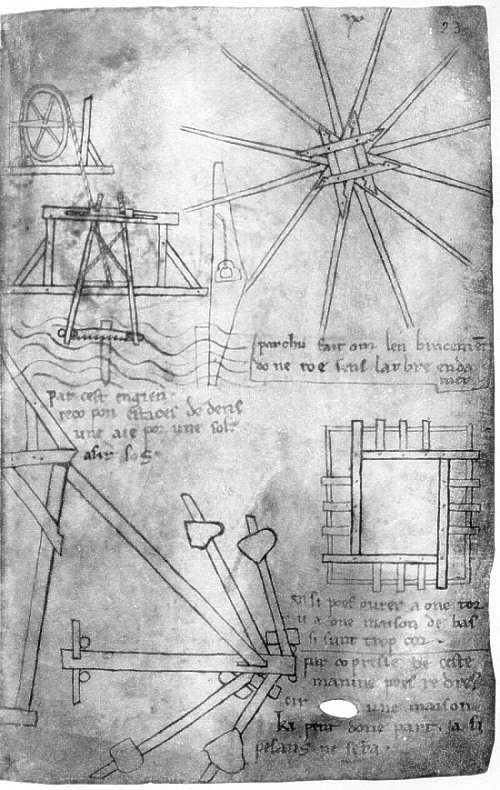
Strona ze szkicownika Villarda de Honnecourt (23r)

Villard de Honnecourt (ur. ok. 1200? w Honnecourt-sur-Escaut, zm. ?) – autor zachowanego do dziś szkicownika, być może architekt i budowniczy.
Znajdujący się w zbiorach Francuskiej Biblioteki Narodowej niewielki szkicownik Villarda jest jedynym śladem istnienia jego autora. Z wyjątkiem tego dzieła Villard nie pojawia się w żadnym znanym dokumencie, tak więc nie wiadomo o nim nic ponad to, co narysował i napisał w swoim albumiku: ani kiedy się urodził i zmarł, ani jaki wykonywał zawód czy w jakim celu wykonał szkicownik. Dzięki jego zapiskowi na pierwszej stronie wiadome jest dziś jego imię (Villard) i miejsce pochodzenia (Honnecourt-sur-Escaut). W książeczce tej, na 33 kartach, zamieścił także około 250 rysunków, przedstawiających m.in. ludzi, architekturę (w tym plany, urządzenia, motywy dekoracyjne i zwierzęta). Jest to dzieło wyjątkowe, gdyż większość zachowanych do dziś szkicowników pochodzi z okresu późniejszego. Pominąwszy rysunek klasztoru Sankt Gallen, najwcześniejsze znane rysunki architektoniczne, pochodzą z XIII wieku, tak jak szkicownik Villarda (jest więc zatem także jednym z najwcześniejszych zachowanych dzieł zawierających rysunki architektoniczne).

## Villard
Jak wspomniano, nieznany jest zawód Villarda, choć w większości opracowań wymieniany jest on jako architekt lub budowniczy. Twierdzenie to powszechnie występuje w literaturze od 1849 roku i powtarzane jest za Jules'em Quicheratem (Notice sur l'album de Villard de Honnecourt, architecte du XIIIe siècle), który już w podtytule swojej publikacji określił Villarda jako architekta z XIII wieku. Co więcej, Quicherat uznał Villarda za współautora planu z karty 15r (zapewne niezrealizowany) i architekta katedry w Cambrai. Mâle uznał wręcz, że Villard był człowiekiem bardzo zajętym, podróżującym aż na końce świata chrześcijańskiego, by tam budować kościoły. Później Villardowi przypisano absydę kolegiaty w Saint-Quentin.
Po raz pierwszy wątpliwość, czy Villard de Honnecourt był faktycznie zawodowym architektem wysunął Carl F. Barnes w 1977 roku. Jego zdaniem rysunki nie świadczą o tym, że to Villard zaprojektował przedstawione na nich budowle. Co więcej, tylko około 16% wszystkich rysunków stanowią przedstawienia architektury, co w jego opinii jest zbyt małą liczbą, jeśli założyć, że Villard był architektem. Barnes ostrożnie sugerował, że Villard mógł być raczej złotnikiem niż architektem. Poglądy Barnesa można zreasumować jego stwierdzeniem, iż brak jest dowodów, że Villard zbudował gdziekolwiek jakikolwiek kościół. Przypuszczenie Barnesa, że Villard nie był architektem, popiera jednak mniejszość badaczy. Inna hipoteza mówi, że Villard mógł być jednym z wielu zakonników, którzy są wymieniani przy okazji budowy katedr. Ich dokładna rola nie jest dziś znana i trudno stwierdzić, czy występowali oni tylko w roli osób zamawiających lub ich wysłanników czy też może brali udział w planowaniu i prowadzeniu budowy. Na stan duchowny Villarda może wskazywać szeroka wiedza i wykształcenie, które widoczne są w jego rysunkach i kaligraficzne pismo, charakterystyczne dla tego typu osoby.
Ze szkicownika Villarda wynika, iż jego autor dużo podróżował. Sam wyznał: Byłem w wielu krajach. Trasa jego wędrówki jest rekonstruowana na podstawie szkiców i towarzyszących im opisów. We Francji przebywał w Vaucelles i Cambrai (plan kościoła Notre-Dame – 14v), w Laon (plan wieży – 9v, elewacja – 10r), Reims (okno – 10v, rzut filara – 15v), Meaux (plan kościoła Saint-Etienne – 15r), Chartres (rozeta zachodnia – 15v). Oprócz tego dotarł do Lozanny (rozeta – 16r) i na Węgry.
Nie wiadomo, po co Villard stworzył swój album. Część autorów uważa dzieło Villarda za podręcznik dla innych architektów, część za zbiór ówczesnej wiedzy architektonicznej (rodzaj encyklopedii czy kompendium), a inni za podróżny szkicownik.

## Szkicownik
Szkicownik jest rękopisem, zawierającym zszyte ze sobą 33 pergaminowe karty, których wymiary różnią się między sobą – szerokość waha się od 15 do 16 cm, a wysokość od 23 do 24 cm. Karty są z obu stron pokryte rysunkami i notatkami wykonanymi piórkiem, a naszkicowanymi wcześniej ołowianym sztyftem. Oprawiony jest w okładkę z brązowej świńskiej skóry. Obecnie przechowywany jest we Francuskiej Bibliotece Narodowej w Paryżu (MS. Fr. 19093).
W notatniku znajdują się liczne rysunki (budynków, elementów architektonicznych, rzeźb, ludzi, zwierząt, urządzeń), którym towarzyszą opisy. Notatki zapisane są minuskułą w XIII-wiecznym dialekcie pikardyjskim. Jeden z zapisków, z odwrotnej strony pierwszej karty, brzmi: Villard de Honnecourt pozdrawia was i prosi tych, którzy będą korzystać w pracy z pomocy, jakie są w tej książce zawarte, pomodlić się za jego duszę i wspomnieć go. Bo w książce tej można znaleźć dobrą radę o wielkiej sztuce murowania i konstrukcji, znajdziecie też tu sztukę rysowania i jej podstawy, tak jak tego dyscyplina geometrii uczy. Na dalszych stronach znajdują się kolejne zapiski.
Czas powstania szkicownika zgodnie określany jest na XIII wiek, a dokładniej lata 1230-1235. Villard nie był jedynym autorem szkicownika – w późniejszym okresie dodano do niego rysunki i notatki. W 1666 roku właścicielem szkicownika był André Félibien, historyk z dworu Ludwika XIV. On też w swojej publikacji Entretiens sur les vies et les ouvrages des plus excellents peintres anciens et moderns (Paris 1666) wymienił Villarda. Od 1795 roku notatnik stanowi własność francuskich zbiorów państwowych. Po raz pierwszy rysunki opublikowano w połowie XIX wieku, w okresie szczególnego zainteresowania gotykiem.
Zachowana dziś liczba kart jest mniejsza, niż pierwotna. Na odwrocie ostatniej karty znajduje się dopisek z XV wieku, informujący, iż wówczas szkicownik liczył 41 kart, czyli o 7 więcej niż obecnie. Niewykluczone jednak, że zaginęło jeszcze więcej: R. Bechmann uważa, że łącznie brakuje 13 kart; pojawiają się także hipotezy o 23-29 kartach, co łącznie mogłoby dać nawet 58 zaginionych stron rysunków i notatek.

### Wybrane karty
| Ilustracja | Karta | Opis |
| ---------- | ----- | --- |
|            | 1v    | - Rysunki: 15 postaci, z których 12 siedzi (na podstawie inskrypcji są identyfikowani jako apostołowie). - Tekst: Villard de Honnecourt pozdrawia was i prosi tych, którzy będą korzystać w pracy z pomocy, jakie są w tej książce zawarte, pomodlić się za jego duszę i wspomnieć go. Bo w książce tej można znaleźć dobrą radę o wielkiej sztuce murowania i konstrukcji, znajdziecie też tu sztukę rysowania i jej podstawy, tak jak tego dyscyplina geometrii uczy. U góry: Tu możesz znaleźć figury dwunastu apostołów.                                                                                     |
|            | 2 r   | - Rysunki: ślimak. Mężczyzna w podróżnym stroju. Na podstawie dopisku przyjmowany za autoportret. Quicherat uważa go żołnierza ubranego w kolczugę, tunikę, hełm. Zdaniem Bechmanna nic nie przemawia za traktowaniem go jako portretu. - Tekst: De Honnecourt, ten, który był na Węgrzech. Dopisek ten jest późniejszy. |
|            | 3v    | - Rysunki: alegoryczne przedstawienia pokory i pychy. Pokora ukazana jest jako kobieta w welonie, trzymająca dysk z wizerunkiem gołębicy, pycha jako mężczyzna spadający z konia. - Tekst: towarzyszy rysunkom, pozwalając na identyfikację tych przedstawień |
|            | 4v    | - Rysunek: personifikacja Kościoła, bogato ubrana, w koronie, trzymająca labarum i kielich. |
|            | 5r    | - Rysunek: perpetuum mobile - Tekst: Często mistrzowie szukali między sobą sposobu na stworzenie koła, które samo by się obracało. Oto jak można to zrobić przy pomocy nieparzystej liczby młotków albo rtęci. |
|            | 5v    | - Rysunki: ornamenty, wzorowane na jakichś medalionach i archiwoltach. Ludzie-liście, podobni do rzeźb z Chartres. |
|            | 6v    | - Rysunki: jeden z nich opisany jako maison d'un horloge (dosł. dom na zegar) – może korpus dużego zegara do pomieszczenia, a może wieża. Drugi to zwierzę fantastyczne w kształcie litery S. - Tekst: opis konstrukcji zegarowej. |
|            | 7v    | - Rysunki: zwierzęta (dwa koty, pasikonik/świerszcz, mucha, ważka, rak). Labirynt. |
|            | 10v   | - Rysunek: wieża kościoła w Laon. Rysunek pokazuje kamienne szczyty wież, które dziś nie istnieją. Na rysunku widoczna jest dłoń, która wychodzi spomiędzy kolumn i wskazuje palcem na dół. Quicherat sądził, że taka dłoń kiedyś istniała, ale ślad po niej zaginął. Bechmann przypuszcza jednak, że to znak dla czytelnika, by zwrócił szczególną uwagę na inskrypcję, a grono, które dłoń trzyma w palcach, może odnosić się do owoców, które wyda ta lektura. Figury byków przedstawiają rzeźby tych zwierząt, które do dziś znajdują się na wieżach. Mają upamiętniać ich wysiłek i wkład w budowę katedry. |
|            | 11v   | - Rysunek: nagi mężczyzna, o ramionach okrytych tzw. pallą, w jednej ręce trzyma wazon z kwiatami. Za nim rodzaj nagrobka z położoną na nim chlamidą. Jest to jedyny rysunek w całym szkicowniku lawowany tuszem. |
|            | 12r   | - Rysunek: kobieta z profilu. - Tekst: Oto jedna z dwóch panien, których sąd miał miejsce przed Salomonem w związku z dzieckiem, które każda chciała mieć. |
|            | 15r   | - Rysunek: plan dwóch chórów. - Tekst: na górnym planie (łac.), powtórzona we francuskim na dole: Prezbiterium to stworzyli Villard de Honnecourt i Piotr de Corbeia dyskutując między sobą. Najprawdopodobniej jednak nie napisał jej sam Villard. Na dolnym planie informacja, że to plan kościoła w Meaux. |
|            | 17r   | - Rysunki: chór i absyda kościoła w Vaucelles. Leżąca postać. - Tekst: Istud est prezbiterium beate marie vacellencis eccl(es)ie ordinis cisterorum i jedno zdanie o postaci. |
|            | 22v   | - Rysunki: urządzenia – tartak hydrauliczny, rodzaj kuszy, śruba do podnoszenia ciężarów, mechanizm pozwalający obracać posąg w określonym czasie, mechanizm do pulpitu. - Tekst: opisy urządzeń. |
|            | 26v   | - Rysunki: walczący z lwami. |
|            | 28v   | - Rysunki: pokazanie ludowi Chrystusa i biczowanie. |
|            | 30r   | - Rysunki: trebusz (wojenna machina miotająca, popularna w XII i XIII wieku). - Tekst: opis urządzenia. |
|            | 31r   | - Rysunek: elewacja zewnętrzna kaplicy chórowej katedry w Reims. |